# Venclova
 Venclova  ist ein litauischer männlicher Familienname, abgeleitet vom slawischen Wort.

## Weibliche Formen
- Venclovaitė (ledig)
- Venclovienė (verheiratet)

## Namensträger
- Antanas Venclova (1906–1971), Lehrer, Literaturkritiker und Politiker Sowjetlitauens
- Tomas Venclova (* 1937), Dichter, Schriftsteller und Übersetzer, Sohn von Antanas Venclova